# Lachesis muta
Lachesis muta és una espècie de serp verinosa de la subfamília dels crotalins. Es troba a la Sud-amèrica tropial. No es reconeixen subespècies.
És l'escurçó més llarg del món, mesurant 2,5 m, amb el rècord de 3,65 m de llarg. A més és una de les espècies més verinoses. La taxa de mortalitat de les persones mossegades per aquest rèptil és del 20%. No obstant això, evita el contacte amb els éssers humans. És sigilosa i ataca a les seves preses durant la nit. El seu cos és prim, de color groc amb taques negres.